# Alassalmifärjan

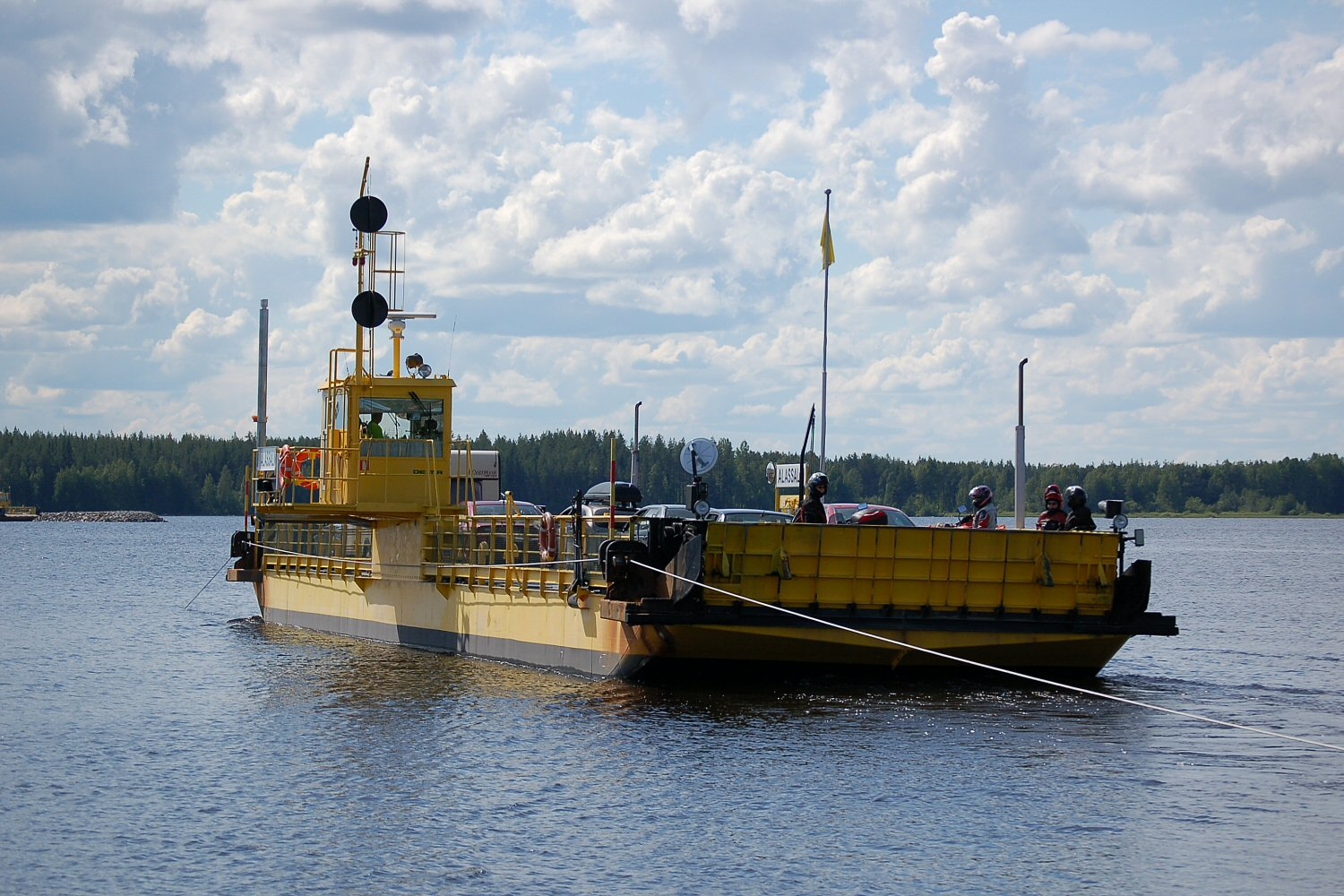
Färjan har lämnat Manamansalo.

Alassalmi färjan trafikerar Ule träsk mellan ön Manamansalo och fastlandet  på anslutningsväg 8820 i Vaala kommun, Finland. Färjeledens längd är 733 meter. Finferries (Finlands Färjetrafik Ab) ansvarar för färjedriften.

## Specifikationer
Den nuvarande färjan byggdes av Parkano Oy år 1974. Färjans bildäck har plats för cirka 14 bilar. Färjans lastkapacitet är 60 ton. Fartyget har ett djupgående på 2,2 meter och en dödvikt på 120 ton.